# Geoje-dong
Geoje-dong (koreanska: 거제동) är en stadsdel i staden Busan, i den sydöstra delen av Sydkorea, 300 km sydost om huvudstaden Seoul. Den ligger i stadsdistriktet Yeonje-gu.
I Geoje-dong ligger Busan Asiad Main Stadium, en sportarena öppnad 2001 med kapacitet för 53 769 åskådare. Den var en av arenorna för världsmästerskapet i fotboll 2002. 

## Indelning
Administrativt är Geoje-dong indelat i:
| Namn    | Namn              | Yta i km² | Invånare 31 dec 2018 |
| ------- | ----------------- | --------- | -------------------- |
| 거제1동 | Geoje 1(il)-dong  | 0,89      | 30 411               |
| 거제2동 | Geoje 2(i)-dong   | 1,83      | 12 219               |
| 거제3동 | Geoje 3(sam)-dong | 0,62      | 10 830               |
| 거제4동 | Geoje 4(sa)-dong  | 0,88      | 11 400               |